# Artan Bano
Pour les articles homonymes, voir Bano.
Artan Bano (né le 17 février 1966 à Lushnja en Albanie) est un joueur de football albanais qui jouait au poste de milieu offensif.

## Carrière d'entraineur
- 2008-aout 2008 :  KS Lushnja
- 2009-2011 :  KS Lushnja
- déc. 2011-oct. 2017 :  KS Lushnja